# Бахтиярова Юрта
Бахтиярова Юрта — мансийский посёлок в Свердловской области России, административно подчинённый городу Ивделю. Входит в Ивдельский муниципальный округ.

## Географическое положение
Бахтиярова Юрта расположена в 78 километрах к северо-северо-западу от города Ивделя, в горно-лесной местности, на правом берегу реки Вапссос (правого притока Большой Тошемки). Автомобильное сообщение с посёлком затруднено.

## История посёлка
Решением облисполкома № 777 от 11 октября 1972 года посёлок передана из состава Бурмантовского сельсовета в административно-территориальное подчинение Северного поссовета.
Посёлок находится в Перечне районов проживания малочисленных народов Севера.

## Население
| 2002 | 2010 |
| ---- | ---- |
| 12   | ↘8   |

| 2015 | 2020 | 2023 |
| ---- | ---- | ---- |
| 3    | 2    | 1    |